# Toms River (township)
Toms River – miejscowość w Stanach Zjednoczonych, w stanie New Jersey, w hrabstwie Ocean.